# Magnus Weberg
Lars Magnus Weberg, född 8 juni 1970 i Landskrona, är en svensk vänsterhänt före detta handbollsspelare, som spelade på niometer för HK Drott.

## Karriär
Magnus Weberg började sin handbollskarriär för IK Wargo i Landskrona innan han kom till Halmstad. 1989 hade han spelat för HF Olympia i Helsingborg som 1989 ramlade ur division 1. Då värvades Weberg av Ulf Schefvert till HK Drott. Hans främsta tillgång var skottstyrkan och skottvilligheten. Weberg fortsatte att skjuta även om han missat flera skott. Sista tiden i HK Drott var han axelskadad och kunde inte skjuta alls och det bidrog till att han slutade med handbollen. Weberg är den spelare som gjort flest mål för Drott i Elitserien, 1 433 stycken mellan 1989 och 2000. Han har också gjort flest mål i en och samma match, 16 mål den 16 januari 1996.
Magnus Weberg spelade 31 landskamper för Sverige 1990–1997.
Efter handbollskarriären har han arbetat på HFAB, Halmstad Fastighets AB sedan 2004.